# Pappobolus microphyllus
Pappobolus microphyllus là một loài thực vật có hoa trong họ Cúc. Loài này được (Kunth) Panero mô tả khoa học đầu tiên năm 1992.